# Stewart Clegg
Stewart R. Clegg (* 1947 in Bradford, Großbritannien) ist Research Director des Centre for Organisation and Management Studies der University of Technology, Sydney.

## Karriere
Clegg studierte Soziologie an der Aston University und erwarb dort 1971 seinen Bachelor of Science. Seinen Doktortitel erlangte er 1974 am University of Bradford Management Centre. Daraufhin arbeitete er für einige Zeit als Research Fellow der European Group for Organizational Studies (EGOS) und nahm im Anschluss eine Lehrstelle an der Griffith University in Brisbane (Australien) an. Dieser Tätigkeit schlossen sich später Professuren an der University of New England im australischen Bundesstaat New South Wales, der University of St Andrews in Schottland, der University of Western Sydney sowie der University of Technology in Sydney an.

## Forschungsinteressen und Wirkung
Clegg hat über 130 Arbeiten in über 400 Publikationen veröffentlicht. Seine Werke wurden in zehn Sprachen übersetzt und werden in über 12.000 Bibliotheken angeboten. Er forscht insbesondere über Macht, Organisationen, Soziologie, Globalisierung und die Postmoderne.
Neben seiner Forschungs- und Lehrtätigkeit wirkte Clegg auch in den Redaktionen verschiedener Zeitschriften, unter anderem Organization Studies, wo er von 1990 bis 1992 auch als Chefredakteur fungierte.

## Ehrungen
Clegg ist Distinguished Fellow der Australischen und Neuseeländischen Akademie der Wissenschaften (1998), Fellow der British Academy of Management (2006), Fellow der Australischen Academy of Social Sciences (1988), Fellow der Aston Society of Fellows (2005) und erhielt den George R. Terry Award der amerikanischen Academy of Management.

## Ausgewählte Werke
- (1975) Power, Rule and Domination, London and Boston, Routledge and Kegan Paul, International Library of Sociology
- (1979) The Theory of Power and Organization, London and Boston, Routledge and Kegan Paul
- (1989) Frameworks of Power, London, Sage.
- (1990) Modern Organizations: Organization Studies in the Postmodern World, London, Sage.
- (1998) Transformations of corporate culture, Berlin und New York, de Gruyter.